# 長福寺 (尾道市因島中庄町)
長福寺（ちょうふくじ）は、広島県尾道市因島中庄町にある曹洞宗の寺院である。山号は海雲山。
以下は、境内に掲示された尾道市教育委員会の文化財解説の立札による。
寛永2年（1625年）金蓮寺覚祐坊が、隠居として同島土生の長源寺の堂舎を移転。万治2年（1659年）三原香積寺の五世茂庵樹繁を招いて開山として長福寺と改めた。
本尊は聖観世音菩薩、花山天皇勅命により定朝法橋が彫刻した物と伝わる。長源寺建立の際に村上備中が安置した。
貞享元年（1684年）勇甫により再興され、現本堂は天保14年（1843年）十三世禅流百川、十四世雷沢黙音の代に再建された。